# Federico Polidoro
Federico Polidoro (Nàpols, 1845 - [...?]) fou un literat i compositor italià, del que se'n sap poc de la seva biografia.
Va ser professor d'història i d'estètica musical en el Conservatori de la capital de la Campània, on tingué entre els seus alumnes al seu conciutadà Pietro Floridia. Membre de l'Acadèmia Pontina i corresponsal de la Gazzetta Musicale, de Milà. A la seva vila nadiua donà una sèrie de conferències molt interessants sobre Beethoven i sobre Wagner, que li valgueren molts aplaudiments, proporcionant-li, a més, justa fama de crític musical.
Va publicar: Confutazione dei barbarismi di lingua francese scoperti dell'abate Federico Bethancourt (1873), i Risposta alle invettive di Giuseppe Poerio contro l'opera del professore Leifenitz (1873).